# Пленум Верховного Суду України
Пленум Верховного Суду України — найвища в Україні судова та організаційно-методологічна інстанція системи судів загальної юрисдикції.  Пленум правосуддя не здійснює, а забезпечує правильне і однакове застосування законів судами і дає роз'яснення і тлумачення норм права за допомогою прийняття постанов.